# Androcorys pugioniformis
Androcorys pugioniformis är en orkidéart som först beskrevs av John Lindley och Joseph Dalton Hooker, och fick sitt nu gällande namn av Kai Yung Lang. Androcorys pugioniformis ingår i släktet Androcorys och familjen orkidéer. Inga underarter finns listade i Catalogue of Life.